# Gyerekbetegségek
Gyerekbetegségek è un film del 1966 diretto da Ferenc Kardos e János Rózsa.

## Produzione
Il film fu prodotto dalla MAFILM Stúdió 3.

## Distribuzione
Nel maggio 1966, fu presentato in concorso al Festival di Cannes. Il 19 ottobre 1966 fu trasmesso per la prima volta in televisione in Finlandia, con il titolo Pieni maailma. Per il mercato internazionale, fu ribattezzato con un titolo in inglese, Children's Sicknesses.